# عزيزبيك أمونوف
عزيزبيك أمونوف (30 أكتوبر 1997 في أوزبكستان - ) هو لاعب كرة قدم أوزبكستاني يلعب كلاعب وسط يلعب في منتخب آوزبكستان.
لعب سابقاً في عدة أندية أوزبكية أشهرها نادي ناساف ونادي استقلال طهران ونادي خورفكان الإماراتي.

## روابط خارجية
عزيزبيك أمونوف على موقع إي إس بي إن إف سي (الإنجليزية)
- عزيزبيك أمونوف على موقع قاعدة بيانات كرة القدم.إي يو (الإنجليزية)
- عزيزبيك أمونوف على موقع ناشيونال فوتبول تيمز (الإنجليزية)
- عزيزبيك أمونوف على موقع Soccerway.com (الإنجليزية)
- عزيزبيك أمونوف على موقع عالم كرة القدم.نت (الإنجليزية)
- عزيزبيك أمونوف على موقع GSA (الإنجليزية)